# Idioma bandi
El bandi, también conocido como bande, gbande, gbandi y gbunde, es una lengua mandé. El pueblo bandi lo habla principalmente en el condado de Lofa, en el norte de Liberia.
Bandi tiene seis dialectos: Hasala, Hembeh, Lukasa, Wawana, Wulukoha y Tahamba, que es el dialecto utilizado para la literatura. Los dialectos tienen una similitud léxica del 96% entre sí, y del 83% con el dialecto más similar del Idioma mendé.